# 기리시 쿨카니

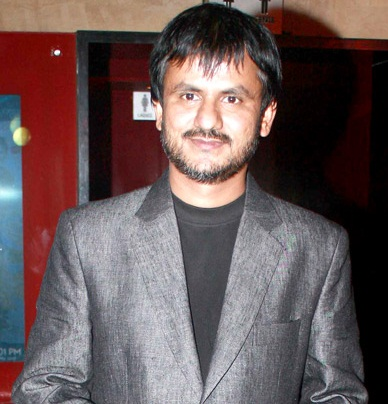

기리시 쿨카니(Girish Kulkarni, 1977년 11월 25일 ~ )는 인도의 저자, 배우, 각본가이다.
푸네에서 태어났다.

## 영화
- 카빌 (2017년)
- 당갈 (2016년) - 프라모드 코치 역
- 마살라 (2013년)
- 어글리 (2013년)
- 신을 본 남자 (2011년)
- 더 댐드 레인 (2009년)
- 가루드 (2008년)
- 야생 황소 (2008년)